# Favolaschia mainsii
Favolaschia mainsii är en svampart som beskrevs av Singer 1974. Favolaschia mainsii ingår i släktet Favolaschia och familjen Mycenaceae.   Inga underarter finns listade i Catalogue of Life.